# Бісмарк Баррето Фарія
Бісмарк Баррето Фарія (порт. Bismarck Barreto Faria, нар. 17 вересня 1969, Сан-Гонсалу) — колишній бразильський футболіст, що грав на позиції нападника.
Виступав за бразильські клуби «Васко да Гама», «Флуміненсе» та «Гояс», а також японські «Верді Кавасакі», «Касіма Антлерс» та «Віссел» (Кобе). Крім того грав за національну збірну Бразилії, разом з якою був учасником ЧС-1990.

## Клубна кар'єра
Бісмарк розпочав футбольну кар'єру в клубі «Васко да Гама», де пройшов усі вікові команди клубу. У «Васко» Бісмарк виступав разом із Ромаріу і Бебето. Він виграв з клубом чотири чемпіонату штату Ріо-де-Жанейро і один чемпіонат Бразилії. Всього за «Васко» Бісмарк провів 295 матчів і забив 109 голів. 
У 1993 році Бісмарк виїхав до Японії, де став одним із перших і одним із найзнаменитіших легіонерів в новоутвореній Джей-Лізі. В Японії Бісмарк виступав за клуби «Верді Кавасакі» та «Касіма Антлерс», в складі яких виграв по два чемпіонати Японії. 
Після цього Бісмарк повернувся до Бразилії, де грав за «Флуміненсе» та «Гояс». 
Завершив професійну ігрову кар'єру в японському клубі «Віссел» (Кобе), за команду якого виступав протягом сезону 2003 року.

## Виступи за збірні
Протягом 1987—1989 років залучався до складу молодіжної збірної Бразилії. У 1989 році Бісмарк виграв молодіжний чемпіонат світу, що проходив в Саудівській Аравії. Там само він отримав «Золотий м'яч» найкращому гравцю турніру. Всього на молодіжному рівні зіграв у 10 офіційних матчах, забив 3 голи.
1989 року дебютував в офіційних матчах у складі національної збірної Бразилії. Протягом кар'єри у національній команді, яка тривала усього 2 роки, провів у формі головної команди країни 14 матчів, забивши 1 гол.
У складі збірної був учасником чемпіонату світу 1990 року в Італії.

## Особисте життя
Після завершення кар'єри Бісмарк деякий час займався бізнесом в Японії, а потім переїхав у Нітерой, де став футбольним агентом.
Бісмарк є переконаним християнином, ставши таким після того, як отримав перелом ноги, і, на його думку, тільки віра в Бога допомогла йому відновитися. Бісмарк, разом з колишніми гравцями збірної Бразилії, Жоржиньйо і Клаудіо Таффарелом, в 1998 році знявся в спеціальній версії фільму Ісус.

## Статистика

### Клубна
| Чемпіонат | Чемпіонат        | Чемпіонат | Ліга | Ліга                           | Кубок            | Кубок            | Кубок ліги      | Кубок ліги      | Всього | Всього |
| Сезон     | Клуб             | Ліга      | Ігри | Голи                           | Ігри             | Голи             | Ігри            | Голи            | Ігри   | Голи   |
| Бразилія  | Бразилія         | Бразилія  | Ліга | Ліга                           | Кубок Бразилії   | Кубок Бразилії   | Кубок Ліги      | Кубок Ліги      | Всього | Всього |
| --------- | ---------------- | --------- | ---- | ------------------------------ | ---------------- | ---------------- | --------------- | --------------- | ------ | ------ |
| 1987      | «Васко да Гама»  | Серія A   | 1    | 0                              |                  |                  |                 |                 | 1      | 0      |
| 1988      | «Васко да Гама»  | Серія A   | 24   | 8                              |                  |                  |                 |                 | 24     | 8      |
| 1989      | «Васко да Гама»  | Серія A   | 17   | 8                              |                  |                  |                 |                 | 17     | 8      |
| 1990      | «Васко да Гама»  | Серія A   | 16   | 5                              |                  |                  |                 |                 | 16     | 5      |
| 1991      | «Васко да Гама»  | Серія A   | 7    | 2                              |                  |                  |                 |                 | 7      | 2      |
| 1992      | «Васко да Гама»  | Серія A   | 20   | 5                              |                  |                  |                 |                 | 20     | 5      |
| Японія    | Японія           | Японія    | Ліга | Ліга                           | Кубок Імператора | Кубок Імператора | Кубок Джей-ліги | Кубок Джей-ліги | Всього | Всього |
| 1993      | «Верді Кавасакі» | Джей-ліга | 17   | 6                              | 3                | 2                | 7               | 6               | 27     | 14     |
| 1994      | «Верді Кавасакі» | Джей-ліга | 42   | 14                             | 2                | 1                | 3               | 6               | 47     | 21     |
| 1995      | «Верді Кавасакі» | Джей-ліга | 51   | 11                             | 3                | 1                | -               | -               | 54     | 12     |
| 1996      | «Верді Кавасакі» | Джей-ліга | 27   | 5                              | 5                | 3                | 15              | 2               | 47     | 10     |
| 1997      | «Касіма Антлерс» | Джей-ліга | 32   | 11                             | 5                | 2                | 11              | 3               | 48     | 16     |
| 1998      | «Касіма Антлерс» | Джей-ліга | 30   | 6                              | 3                | 1                | 3               | 0               | 36     | 7      |
| 1999      | «Касіма Антлерс» | Джей-ліга | 23   | 7                              | 2                | 1                | 5               | 2               | 30     | 10     |
| 2000      | «Касіма Антлерс» | Джей-ліга | 26   | 3                              | 4                | 0                | 7               | 2               | 37     | 5      |
| 2001      | «Касіма Антлерс» | Джей-ліга | 26   | 6                              | 0                | 0                | 6               | 0               | 32     | 6      |
| Бразилія  | Бразилія         | Бразилія  | Ліга | Ліга                           | Кубок Бразилії   | Кубок Бразилії   | Кубок Ліги      | Кубок Ліги      | Всього | Всього |
| 2002      | «Флуміненсе»     | Серія A   | 0    | 0                              |                  |                  |                 |                 | 0      | 0      |
| 2002      | «Гояс»           | Серія A   | 10   | 1                              |                  |                  |                 |                 | 10     | 1      |
| Японія    | Японія           | Японія    | Ліга | Ліга                           | Кубок Імператора | Кубок Імператора | Кубок Джей-ліги | Кубок Джей-ліги | Всього | Всього |
| 2003      | «Віссел» (Кобе)  | Джей-ліга | 9    | 0                              | 0                | 0                | 6               | 0               | 15     | 0      |
| Країна    | Бразилія         | Бразилія  | 95   | 29\|\|\|\|\|\|\|\|\|\|95\|\|29 |                  |                  |                 |                 |        |        |
| Країна    | Японія           | Японія    | 283  | 69                             | 24               | 11               | 62              | 25              | 369    | 105    |
| Всього    | Всього           | Всього    | 378  | 98                             | 24               | 11               | 62              | 25              | 464    | 134    |

### Збірна
| Збірна Бразилії | Збірна Бразилії | Збірна Бразилії |
| Роки            | Ігри            | Голи            |
| --------------- | --------------- | --------------- |
| 1989            | 7               | 1               |
| 1990            | 4               | 0               |
| Всього          | 11              | 1               |

## Титули і досягнення

### Командні
- Чемпіон Бразилії (1):

«Васко да Гама»: 1989
- Чемпіон штату Ріо-де-Жанейро (5):

«Васко да Гама»: 1987, 1988, 1992, 1993
«Флуміненсе»: 2002
- Чемпіон Японії (4):

«Верді Кавасакі»: 1993, 1994
«Касіма Антлерс»: 1998, 2000
- Володар Кубка Імператора (1):

«Верді Кавасакі»: 1996
- Володар Кубка Джей-ліги (4):

«Верді Кавасакі»: 1993, 1994
«Касіма Антлерс»: 1997, 2000
- Володар Суперкубка Японії (5):

«Верді Кавасакі»: 1994, 1995
«Касіма Антлерс»: 1997, 1998, 1999

### Збірні
- Переможець Кубка Америки: 1989
- Чемпіон Південної Америки (U-20): 1988

### Особисті
- Володар «Срібного м'яча» Бразилії 1989
- Найкращий футболіст молодіжного чемпіонату світу U-20: 1989
- Член символічної збірної найкращих гравців сезону Джей-Ліги: 1994, 1995, 1997